# Childs Frick
Childs Frick (1883-1965) est un paléontologue américain spécialiste des vertébrés. Il a été membre du conseil d'administration du Muséum américain d'histoire naturelle et un important bienfaiteur de son département de paléontologie, qui a débuté en 1916 une longue collaboration avec lui. Il a créé son propre laboratoire Frick. Il a aussi fait de nombreuses expéditions dans l'Ouest américain, et ses travaux ont contribué à éclaircir l'évolution des Camélidés nord-américains. Grâce à ses nombreux employés sur le terrain, Frick a accumulé plus de 200 000 fossiles de mammifères, donnés plus tard au muséum.

## Biographie

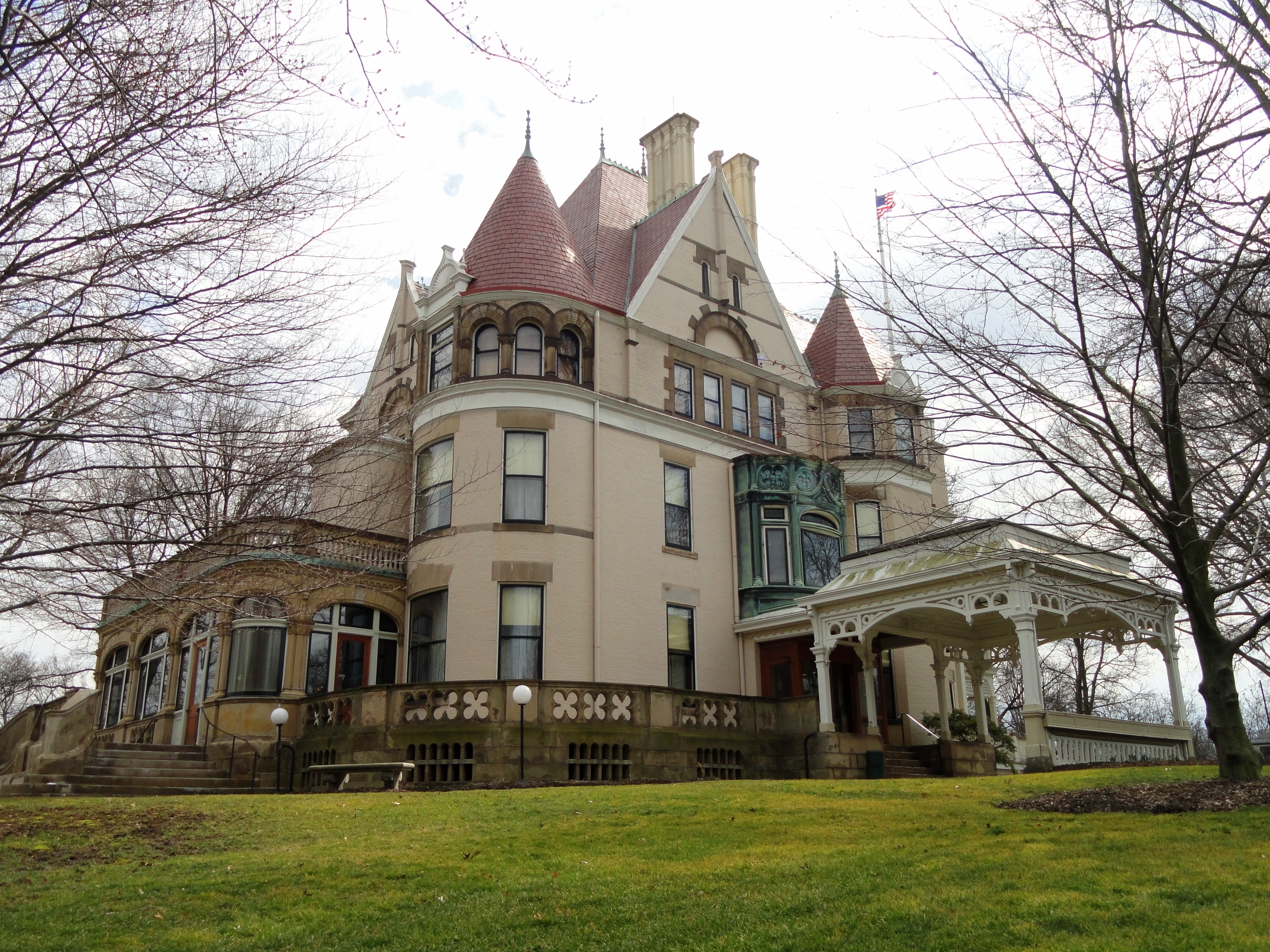
Clayton, où Frick a passé son enfance.

Frick est né à Pittsburgh, en Pennsylvanie. Il était le fils du magnat du coke et de l'acier Henry Clay Frick (1849—1919) et d'Adelaide Howard Childs. Il a grandi dans la propriété familiale de Pittsburgh, Clayton (en), avant que la famille déménage à New York en 1905. C'est là qu'est né son amour pour les animaux vivant dans les bois et les collines derrière Clayton, plus tard rassemblés au sein de Frick Park (en) (aujourd'hui le plus grand parc municipal de la ville). Il a étudié à Shady Side Academy (en) à Pittsburgh et est sorti diplômé en 1905 de l'Université de Princeton, où il était membre du Colonial Club (en)
En 1913, Frick a épousé Frances Shoemaker Dixon (1892-1953), de Baltimore. Ils ont eu quatre enfants : Adelaide, Frances, Martha Howard (Marsie) et Henry Clay II. Comme cadeau de mariage, le père de Frick leur a offert une maison de maître de style georgien à Roslyn Harbor, dans l'État de New York, sur un terrain qui avait appartenu au poète William Cullen Bryant. Renommée  « Clayton (en) », comme celle de Frick enfant, elle a été leur maison pendant plus de 50 ans.
Il est connu qu'Henry Clay Frick jouait à opposer ses deux enfants survivants, Childs and Helen Clay Frick (en) (1888-1984). Après la lecture de son testament, qui favorisait Helen, le frère et la sœur sont restés brouillés pour le reste de leur vie.
Childs Frick est mort d'une crise cardiaque à Roslyn Harbor à 81 ans. Il est enterré aux côtés de sa femme et de ses parents dans le carré de famille au Cimetière d'Homewood de Pittsburgh.
En 1969, la propriété de Frick à Roslyn Harbor a été rachetée par le Comté de Nassau pour en faire le Nassau County Museum of Art (en).